# ロジャー・バーン
ロジャー・ウィリアム・バーン（英語: Roger William Byrne, 1929年2月8日 - 1958年2月6日 ）は、イングランド・マンチェスター出身のプロサッカー選手。イングランド代表であった。ポジションは、ディフェンダー。
1950年代のマンチェスター・ユナイテッドFCを支えたバスビー・ベイブスの一人で、1955年から1958年まで同クラブのキャプテンを務めたが、ミュンヘンの悲劇により28歳で死去した。

## 経歴

### マンチェスター・ユナイテッド
マンチェスターのゴートン地区にて、バーン夫妻の一人っ子として生まれた。マンチェスター・ユナイテッドFCのトップチームデビュー前にイギリス空軍に徴兵された経験を持つ。
バーンはバスビー・ベイブス時代のマンチェスター・ユナイテッドFCで左フルバックとしてプレーし、キャプテンも務めた。プレー期間中に3度のリーグ優勝を経験した。

### イングランド代表
イングランド代表でもレギュラーをはり、ビリー・ライトの引退後はキャプテンに任命された。1954年4月のスコットランド戦から1957年11月のフランス戦まで33戦連続で出場しており、この記録は未だ破られていない。

### ミュンヘンの悲劇
1958年2月6日、ミュンヘンの悲劇により帰らぬ人となった。バーンは事故死したメンバー8人中最年長だった。29歳の誕生日の2日前で、また1年前に結婚した夫人は第1子を妊娠中だった。バーンの葬儀はトラフォードの教会で執り行われた。
ミュンヘンの悲劇から数年後、マンチェスター中心街の道路に事故で死去した8名の選手にちなんだ名前が付けられた。
2000年12月、バーンの伝記が発表された。